# Джефри Мур
Джефри Мур (на английски: Jeffrey Moore) е канадски преводач, преподавател и писател на произведения в жанра съвременен роман.

## Биография и творчество
Джефри Мур е роден на 1952 г. в Монреал, Канада, семейството на Робърт Мур, бактериолог, и Барбара, учителка. Завършва Университета на Торонто с бакалавърска степен, Сорбоната със сертификат за френски език, и с магистърска степен Университета на Отава през 1982 г.
Работи като преводач на свободна практика и преподавател по превод в Университета в Монреал. Работи за музеи, театри, танцови компании и филмови фестивали по целия свят.
Първият му роман „Prisoner in a Red-Rose Chain“ (Затворникът в „Червената роза“) е публикуван през 1999 г. Той е писан в продължение на няколко години в Канада, Шотландия, Англия, Унгария и Бали. Удостоен с наградата „Commonwealth“ за най-добър първи роман.
Вторият му роман „Творците на памет“ е публикуван през 2004 г. Получава наградата на Асоциацията на канадските писатели. Българският превод на книгата получава Специалната награда за превод на фондация „Елизабет Костова“.
Третият му роман „Клубът на изчезналите видове“ от 2010 г. е разказ за търсенето на идентичност в постмодерния свят и за бракониерството и жестокото отношение към животните.
Джефри Мур живее в Монреал и Вал Морин, Квебек.

## Произведения

### Самостоятелни романи
- Prisoner in a Red-Rose Chain (1999) – награда за най-добър първи роман
- The Memory Artists (2004) – награда на Канадската авторска асоциация
Творците на памет, изд.: „Жанет 45“, София (2013), прев. Невена Дишлиева-Кръстева
- The Extinction Club (2010)
Клубът на изчезналите видове, изд.: „Жанет 45“, София (2017), прев. Милена Попова